# Gonempeda armata
Gonempeda armata là một loài ruồi trong họ Limoniidae. Chúng phân bố ở miền Cổ bắc.